# Esja
El Esja ([ˈɛːsja] en islandés se escribe a menudo con un artículo: Esjan) es una montaña de Islandia. Se extiende a lo largo del distrito de Kjalarnes en Reikiavik y es una de las montañas que caracterizan a Höfuðborgarsvæði, la región de la zona metropolitana de la capital islandesa. Se trata de un volcán se formó en el Pleistoceno tardío.
La imagen de la montaña a través del tiempo ha influido en el valor inmobiliario de la ciudad. La cumbre está a 914 m s. n. m. Hay algunos senderos en la montaña y también hay áreas para la recreación al aire libre.

## Etimología
Se cuenta en la historia que Kjalnesinga era una ciudad donde el colono Örlygur Hrappsson vivió cuando llegó a Islandia procedente de Escocia.
En la historia se cuenta que una mujer irlandesa llamada Esja Kollafjørður había traído a un hombre al que había dirigido y parecía tener un nombre irlandés. La explicación más probable es que él vino de una región de Escandinavia.